# Parc Mtatsminda

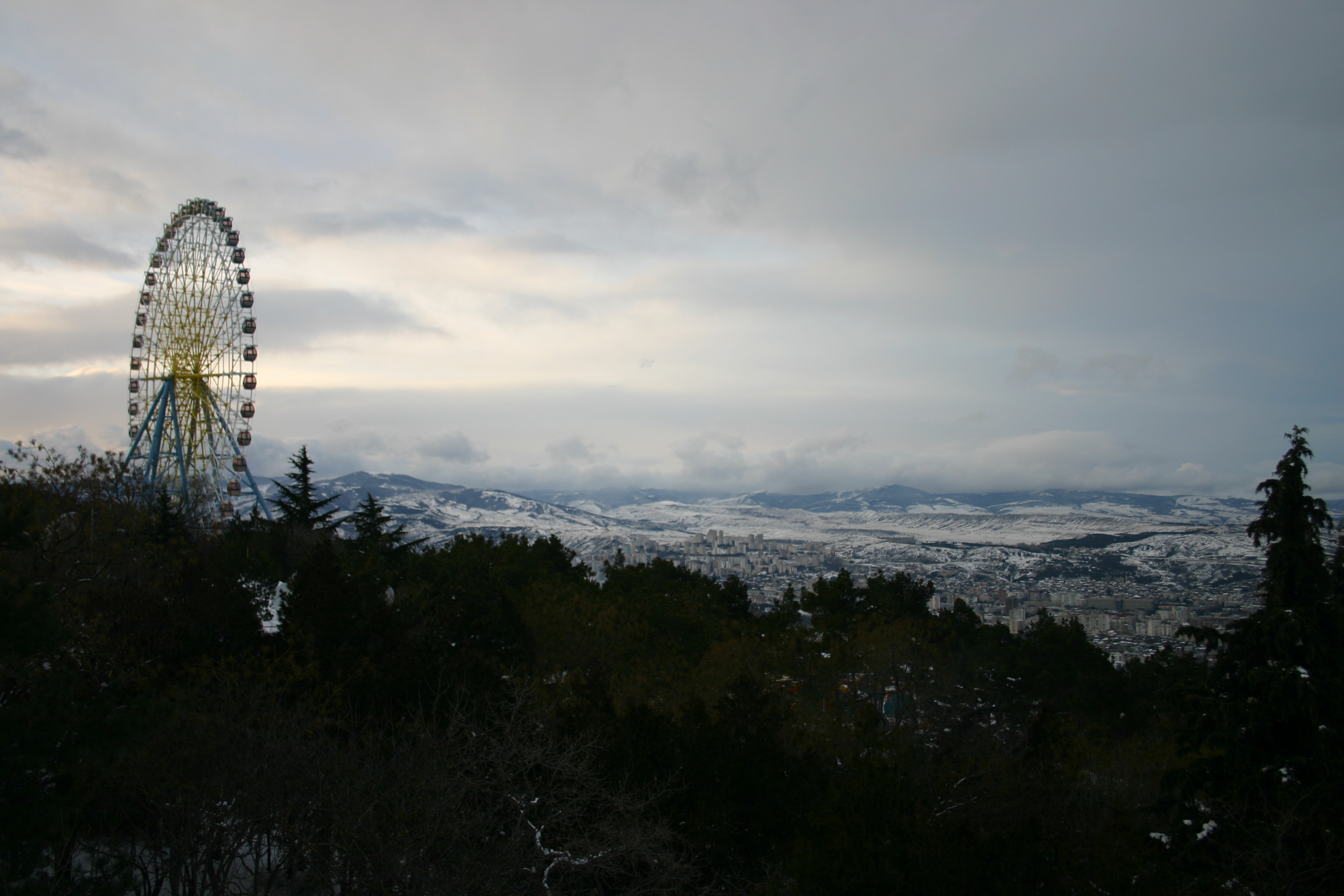
Parc Mtatsminda.

Le parc Mtatsminda est un célèbre parc paysager situé au sommet du mont Mtatsminda surplombant la capitale géorgienne Tbilissi. Le parc possède des carrousels, des toboggans aquatiques, des montagnes russes, un parcours hanté, un funiculaire et une grande roue au bord de la montagne, offrant une vue sur la ville.

## Présentation
Le parc situé à 770 mètres d'altitude est le point culminant de Tbilissi. Il occupe une superficie de plus de 100 hectares. Il est relié à une autoroute (direction Tbilissi-Okrokana) ainsi qu'à un funiculaire, construit en 1905.
Le funiculaire de Tbilissi relie la rue Chonkadze et le parc Mtatsminda. Sa longueur est de 501 mètres et son angle de monté est de 28-33°. La station supérieure est à 727 mètres d'altitude et la station inférieure à 460 mètres.
La grande roue est l'attraction la plus élevée du parc Mtatsminda : elle mesure 65 m de haut. La roue géante effectue une révolution en 10 à 12 minutes.
Ghost Castle est un manège d'épouvante avec une série de scènes d'horreur et d'effets spéciaux. Cet immense château médiéval de trois étages a été acheté au parc Luneur et était à l'origine connu sous le nom de "Légende",.

## Historique
Le parc a été fondé par le gouvernement soviétique dans les années 1930 et était autrefois considéré comme le 3e parc public le plus visité d'URSS.
En 2001 le milliardaire géorgien Badri Patarkatsichvili et sa femme Inna Gudavadze (en) ont commencé à transformer le parc en un parc à thème du 21e siècle. Badri était propriétaire du parc en tant que projet caritatif aux côtés d'un certain nombre d'actifs commerciaux en Géorgie, notamment l'usine sidérurgique de Roustavi, Bordjomi Water et la chaîne de télévision Imedi.
En 2007, Patarkatsichvili est devenu un opposant virulent au Parti du mouvement national et, par conséquent, est tombé en disgrâce auprès du président Mikhail Saakachvili. Le 7 novembre 2007, ses biens, y compris le parc Mtatsminda et la chaîne de télévision Imedi, ont été saisis par le gouvernement au motif que la société avait « violé à plusieurs reprises » les termes du contrat et n'avait pas payé de loyer. Les représentants de Patarkatsichvili ont immédiatement rejeté ces affirmations, affirmant qu'elles étaient sans fondement.
Après la mort de Patarkatsichvili à son domicile en Angleterre en février 2008, sa veuve Inna Gudavadze a entamé une procédure d'arbitrage international contre le gouvernement géorgien, affirmant que le parc Mtatsminda, ainsi que d'autres actifs géorgiens, avaient été injustement expropriés par le gouvernement. Le 29 octobre 2008, Inna Gudavadze a déclaré lors d'une conférence de presse à Tbilissi que le parc Mtatsminda, ainsi que la chaîne de télévision Imedi étaient les projets personnels de Badri pour la Géorgie et le peuple géorgien et qu'elle avait le devoir de veiller à ce que ces œuvres sont poursuivis.
En juillet 2011, la famille Patarkatsichvili est parvenue à un accord avec le gouvernement qui a vu le parc Mtatsminda rendu à Inna et à la famille en échange de leur renoncement à toutes les revendications de propriété d'Imedi TV. Après la chute du président Mikhail Saakachvili, Imedi a également été rendue à Inna et à sa famille en octobre 2012 sous le nouveau gouvernement.
En juillet 2014, le Bureau du procureur général de Géorgie a mis en accusation l’ancien Président Mikhail Saakachvili et un groupe de représentants de l’État pour leur rôle dans l’expropriation illégale des biens géorgiens appartenant à la famille Patarkatsichvili.